# 破骨細胞
破骨細胞（はこつさいぼう、英: osteoclast）とは、骨再構築（骨リモデリング）過程において、骨を破壊（骨吸収）する役割を担っている細胞で、5個から20個（あるいはそれ以上）の核をもつ多核巨細胞である。ただし、単核の破骨細胞も確認されている。

## 特徴

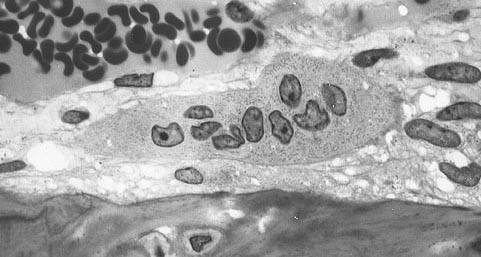
典型的な区別特徴を表示している破骨細胞

破骨細胞は大型かつ樹枝状の運動性細胞であり、骨吸収を専門に行う。骨髄由来の単球マクロファージ系の前駆細胞が分化・融合して破骨細胞になることが知られており、数個から数十個の核を有して細胞質は好酸性を示し、酒石酸抵抗性酸性ホスファターゼ活性を有する。
骨芽細胞はマーカーとしてアルカリ性ホスファターゼを有しているのに対し、破骨細胞は酒石酸抵抗性酸性ホスファターゼ（Tartrateresistant acid phosphatase）がマーカーとなる。

### 分化
1. 骨芽細胞が分泌するマクロファージコロニー刺激因子（英: macrophage colony-stimulating factor: M-CSF) の作用により、骨髄系前駆細胞は未熟貪食細胞に分化する。
2. 骨芽細胞との相互作用の中で未熟貪食細胞が表出する。特に重要な分子として、骨芽細胞が表出するRANK-L (receptor activator of NF-κB ligand) と未熟貪食細胞が表出するRANKが関係している[2]。
3. 成熟した破骨細胞は骨基質に結合し、基質を吸収する。

## 機能
破骨細胞は骨基質を溶かして吸収する。具体的には周りにコラゲナーゼや水素イオン、そのほかのサイトカインを放出し、コラーゲンの分解やカルシウム塩結晶の融解を引き起こす。また、酵素によって浸食された部位ではハウシップ窩 (Howship's lacuna) というくぼみが生じる。活発な破骨細胞の骨基質に接する表面、つまりハウシップ窩側は不規則なひだ状である。この突起は波状縁 (ruffled border) と呼ばれ、この周囲はアクチンフィラメントが多いことから明帯と呼ばれる。
破骨細胞は、副甲状腺ホルモン (parathyroid hormone: PTH) やカルシトニン (calcitonin: CT) により、その働きがコントロールされている。カルシトニンは血中のカルシウム濃度を下げる働きをするほか、破骨細胞の働きを抑制する。副甲状腺ホルモンは骨芽細胞によるカルシウムイオンの細胞外液への輸送と破骨細胞による骨吸収を促進し、反対にカルシウムイオンの量を増やす。
破骨細胞や骨芽細胞とこれらをコントロールするホルモンなどのバランスにより、血中カルシウムイオン濃度や骨が保持されている。

## 関連疾患
- 骨ページェット病では、破骨細胞による骨融解が異常に亢進する。これを直そうと骨芽細胞が未熟な骨（線維骨）を作ることから、骨がもろくなる。
- 大理石骨病では、破骨細胞は波状縁を欠いて骨吸収ができないことから、骨が異常に成長して硬くなる。結果的に血液細胞の形成（造血）が減少し、貧血や感染症にかかりやすくなる。
- 副甲状腺機能亢進症では、副甲状腺ホルモンが増えすぎることによって破骨細胞が増え、活動が亢進することによって骨がもろくなる。
- 骨粗鬆症では、骨芽細胞による骨形成と破骨細胞による骨融解のバランスが崩れ、骨量の低下が出現する。破骨細胞を抑制する薬剤には、ビスフォスフォネートや抗RANKL抗体などがある。
- 関節リウマチでは、活性化したT細胞が滑膜に浸潤し 複数のサイトカインが関係して骨の破壊が進行する[4]。
- 歯周病では、炎症の増大と慢性化によって歯槽骨が破壊される[3]。